# Central Coast Mariners FC
Central Coast Mariners FC – australijski, profesjonalny klub piłkarski z siedzibą w Gosford (Nowa Południowa Walia), założony w 2004 roku. Zespół występuje w rozgrywkach A-League; mistrz Australii z 2013 roku, dwukrotny triumfator sezonu zasadniczego (2008, 2012) i zdobywca pucharu Pre-Season Challenge Cup (2005).

## Historia

### Założenie
W latach 1977–2004 najwyższym poziomem rozgrywek krajowych w Australii była liga National Soccer League (NSL). Liga NSL w ostatnim okresie istnienia przechodziła problemy związane z kwestiami finansowymi i organizacyjnymi, co przyczyniło się do likwidacji tych rozgrywek. Opublikowany w 2003 roku Report of the Independent Soccer Review Committee przyczynił się do powstania nowej krajowej ligi A-League, która jest rozgrywana od 2005 roku. W czerwcu 2004 roku do Football Federation Australia (FFA) wpłynęło 20 wniosków o przyznanie licencji na grę w A-League. Przez okres czterech kolejnych miesięcy każda z otrzymanych ofert była analizowana. Ostatecznie, 1 listopada 2004 roku, pozytywnie rozpatrzono osiem ofert, wpośród których została zaakceptowana oferta klubu Central Coast Mariners FC. Central Coast Mariners stał się pierwszym, profesjonalnym klubem sportowym z regionu Central Coast, który przystąpił do rozgrywek sportowych na szczeblu krajowym.

### A-League
Pierwszym trenerem w historii klubu został Lawrie McKinna, który prowadził klub w latach 2005–2010. Pierwszym sukcesem w historii klubu było zdobycie pucharu Pre-Season Challenge Cup w 2005 roku, który poprzedził start sezonu 2005/2006. W finale drużyna Central Coast Mariners wygrała 1:0 z Perth Glory FC. Central Coast Mariners zainaugurowało rozgrywki w A-League w dniu 26 sierpnia 2005 roku w wyjazdowym spotkaniu przeciwko Perth Glory FC. Spotkanie zakończyło się zwycięstwem 0:1. Za czasów kadencji trenera Lawrie McKinna, klub w rozgrywkach A-League raz triumfował w sezonie zasadniczym (2007/2008) oraz trzykrotnie awansował do serii finałowej rozgrywek w sezonach: 2005/2006, 2007/2008 i 2008/2009. W sezonie 2005/2006, klub dotarł do finału serii finałowej (tzw. Grand Final), w którym przegrał z Sydney FC w stosunku 0:1. Najlepszy wynik klub Central Coast Mariners osiągnął w sezonie 2007/2008, zwyciężył w sezonie zasadniczym oraz drugi raz w historii wystąpił w finale rozgrywek. W finale uległ drużynie Newcastle United Jets 0:1. W sezonie 2008/2009 klub po raz ostatni za kadencji trenera Lawrie McKinna brał udział w serii finałowej rozgrywek, kończąc swój udział na ćwierćfinale (porażka w dwumeczu z Queensland Roar 1:4).
Lawrie McKinna prowadził zespół Central Coast Mariners do końca sezonu 2009/2010. Następnie trenerem klubu został Australijczyk Graham Arnold, który prowadził klub w latach 2010–2013. Klub za jego kadencji raz triumfował w sezonie zasadniczym (2011/2012) oraz trzykrotnie brał udział w serii finałowej (2010/2011, 2011/2012, 2012/2013), zdobywając mistrzostwo Australii w 2013 roku. W sezonie 2010/2011 klub Central Coast Mariners czwarty raz w historii wystąpił w finale serii finałowej, ulegając drużynie Brisbane Roar po konkursie rzutów karnych (0:0 w meczu, 2:4 w karnych). W sezonie 2011/2012 klub drugi raz w historii zwyciężył w sezonie zasadniczym. Natomiast w serii finałowej dotarł do półfinału rozgrywek, gdzie zespół Central Coast Mariners przegrał po rzutach karnych z drużyną Perth Glory FC (1:1 w meczu, 3:5 w rzutach karnych). W sezonie 2012/2013 klub osiągnął w dotychczasowej historii największy sukces zdobywając pierwszy tytuł mistrza Australii. W finale, serii finałowej Central Coast Mariners pokonało zespół Western Sydney Wanderers FC 2:0.
Graham Arnold zakończył pracę w Central Coast Mariners w trakcie sezonu 2013/2014. Stanowisko trenera klubu objął Anglik Phil Moss, który prowadził klub do marca 2015 roku. Phil Moss w trakcie pracy w klubie raz awansował do serii finałowej rozgrywek A-League (sezon 2013/2014), w której dotarł do półfinału serii finałowej (porażka z Western Sydney Wanderers FC w stosunku 0:2). Od sezonu 2014/2015 do 2018/2019 Central Coast Mariners ani razu nie zakwalifikowali się do serii finałowej rozgrywek A-League. Ponadto trzykrotnie kończyli sezon zasadniczy (2015/2016, 2017/2018, 2018/2019) na ostatnim 10. miejscu w lidze. Phil Moss był trenerem klubu do 19. kolejki sezonu zasadniczego 2014/2015. Do końca sezonu klub prowadził Tony Walmsley, który kontynuował pracę w klubie do 8 sierpnia 2016 roku. W sezonach od 2016/2017 do 21. kolejki sezonu zasadniczego 2018/2019 na stanowisku trenera pracowało trzech szkoleniowców. Od 12 marca 2019 roku trenerem klubu jest Australijczyk Alen Stajcic.

### Azjatycka Liga Mistrzów
Central Coast Mariners w dotychczasowej historii pięciokrotnie występował w rozgrywkach Azjatyckiej Ligi Mistrzów (ACL). Trzykrotnie Central Coast Mariners kończył rozgrywki na fazie grupowej ACL (sezony: 2009, 2012 i 2014); raz awansował do 1/8 finału (sezon 2013) oraz raz zakończył swój udział na fazie kwalifikacyjnej (sezon 2015).
Debiut w tych rozgrywkach nastąpił w dniu 11 marca 2009 roku, w domowym spotkaniu przeciwko południowokoreańskiej drużynie Pohang Steelers. Spotkanie zakończyło się bezbramkowym remisem. W pierwszym swoim starcie zespół zakończył rozgrywki na fazie grupowej.
Najlepszy rezultat Central Coast Mariners osiągnął w sezonie 2013. Wówczas po raz pierwszy klub wyszedł z fazy grupowej ACL i zakończył swój udział na 1/8 finału. W 1/8 finału Central Coast Mariners podejmowało w dwumeczu chiński zespół Guangzhou Evergrande. Dwumecz zakończył się porażką w stosunku 1:5 (pierwszy mecz domowy 1:2; drugi mecz wyjazdowy 3:0).
W sezonie 2015 Central Coast Mariners zanotował najgorszy występ w ACL, kończąc swój udział na fazie kwalifikacyjnej w rundzie play-off (3. faza kwalifikacji). W rundzie play-off Central Coast Mariners uległ w domowym spotkaniu chińskiemu zespołowi Guangzhou R&F FC w stosunku 0:3.

### Central Coast Mariners FC w poszczególnych sezonach
| Sezon     | Miejsce | M  | Z  | R | P  | B     | Pkt | Seria finałowa        | Pre-Season Challenge Cup, FFA Cup | Azjatycka Liga Mistrzów             |
| --------- | ------- | -- | -- | - | -- | ----- | --- | --------------------- | --------------------------------- | ----------------------------------- |
| 2005/2006 | 3       | 21 | 8  | 8 | 5  | 35–28 | 32  | finalista Grand Final | zwycięzca                         | –                                   |
| 2006/2007 | 6       | 21 | 6  | 6 | 9  | 22–26 | 24  | brak awansu           | finalista                         | –                                   |
| 2007/2008 | 1       | 21 | 10 | 4 | 7  | 30–25 | 34  | finalista Grand Final | 4. miejsce                        | –                                   |
| 2008/2009 | 4       | 21 | 7  | 7 | 7  | 35–32 | 28  | ćwierćfinał           | faza grupowa                      | faza grupowa                        |
| 2009/2010 | 8       | 27 | 7  | 9 | 11 | 32–29 | 30  | brak awansu           | –                                 | –                                   |
| 2010/2011 | 2       | 30 | 16 | 9 | 5  | 50–36 | 57  | finalista Grand Final | –                                 | –                                   |
| 2011/2012 | 1       | 27 | 15 | 6 | 6  | 40–24 | 51  | półfinał              | –                                 | faza grupowa                        |
| 2012/2013 | 2       | 27 | 16 | 6 | 5  | 48–22 | 54  | mistrzostwo           | –                                 | 1/8 finału                          |
| 2013/2014 | 3       | 27 | 12 | 6 | 9  | 33–36 | 42  | półfinał              | –                                 | faza grupowa                        |
| 2014/2015 | 8       | 27 | 5  | 8 | 14 | 26–50 | 23  | brak awansu           | półfinał                          | faza kwalifikacyjna: runda play-off |
| 2015/2016 | 10      | 27 | 3  | 4 | 20 | 33–70 | 13  | brak awansu           | 1/16 finału                       | –                                   |
| 2016/2017 | 8       | 27 | 6  | 5 | 16 | 31–52 | 23  | brak awansu           | 1/16 finału                       | –                                   |
| 2017/2018 | 10      | 27 | 4  | 8 | 15 | 28–49 | 20  | brak awansu           | 1/16 finału                       | –                                   |
| 2018/2019 | 10      | 27 | 3  | 4 | 20 | 31–70 | 13  | brak awansu           | 1/16 finału                       |                                     |
| 2019/2020 |         |    |    |   |    |       |     |                       | półfinał                          | –                                   |

Źródło: www.ultimatealeague.com.
Legenda:

    mistrzostwo ligi, 1. miejsce w sezonie zasadniczym lub zwycięstwo w innych rozgrywkach;

    2. miejsce w sezonie zasadniczym lub finał rozgrywek;

    3. miejsce w sezonie zasadniczym lub 3. miejsce w innych rozgrywkach.

## Central Coast Mariners Academy i sekcja kobieca

### Central Coast Mariners Academy
Sekcja młodzieżowa klubu Central Coast Mariners została założona w 2008 roku pod nazwą Central Coast Mariners Youth, gdy po raz pierwszy zorganizowano rozgrywki juniorskiej ligi A-League National Youth League (NYL). Zespół młodzieżowy w 2012 roku zdobył mistrzostwo Australii w rozgrywkach młodzieżowych oraz w 2010 roku triumfował w sezonie zasadniczym rozgrywek. Juniorzy Central Coast Mariners rozgrywają spotkania domowe na obiekcie Central Coast Mariners Centre of Excellence o pojemności 3 000 widzów.
W 2012 roku klub rozpoczął współpracę z Central Coast Football (CCF) – organ wspomagający federacje stanową Football NSW w promowaniu i koordynowaniu działań związany z rozwojem piłki nożnej w regionie Central Coast. Tym samym zespół młodzieżowy klubu wszedł w struktury nowo utworzonej akademii piłkarskiej – Central Coast Mariners Academy (CCMA). Głównym celem CCMA było stworzenia ścieżki rozwoju dla młodych zawodników, którzy w przyszłości mieliby występować w rozgrywkach NYL i A-League. Dodatkowo akademia dołączyła do rozgrywek stanowych organizowanych przez Football NSW. W sierpniu 2014 roku w wyniku problemów finansowych wynikłych na linii pomiędzy klubem Central Coast Mariners a CCF program akademii CCMA został zawieszony.
W 2015 roku Football NSW opublikowała raport pt. 2016 Men’s Competition Review, który zalecił włączenie akademii piłkarskich klubów Sydney FC, Western Sydney Wanderers FC oraz z regionu Central Coast do rozgrywek stanowych. W sierpniu 2015 roku Central Coast Mariners złożył wniosek o przyjęcie akademii CCMA w struktury National Premier League (NPL) i programu Skill Acquisition Program (SAP). Wniosek został rozpatrzony pozytywnie i w 2016 roku akademia CCMA dołączyła do rozgrywek stanowych NPL i programu SAP.

### Sekcja kobieca
Sekcja kobieca klubu Central Coast Mariners (nazywana również Central Coast Mariners Women) została założona w 2008 roku i przystąpiła do rozgrywek W-League od sezonu 2008/2009. Inauguracyjne spotkanie odbyło się 25 października 2008 roku w meczu wyjazdowym przeciwko kobiecemu zespołowi Melbourne Victory FC. Spotkanie zakończyło się porażką Central Coast w stosunku 2:0. Zespół kobiecy w rozgrywkach W-League występował tylko w dwóch pierwszych sezonach (2008/2009 i 2009); w tym w drugim sezonie awansował do serii finałowej rozgrywek. Kończąc swój udział na półfinale rozgrywek (porażka 0:1 z Brisbane Roar). W lipcu 2010 roku sekcja kobieca zespołu Central Coast Mariners została rozwiązana z powodu braku finansowania.

## Sukcesy

### Seniorzy
- Mistrz Australii (1): 2013;
- Finalista Grand Final (3): 2006, 2008, 2011;
- Zwycięzca sezonu zasadniczego (2): 2008, 2012;
- Zwycięzca pucharu Pre-Season Challenge Cup (1): 2005;
- Finalista pucharu Pre-Season Challenge Cup (1): 2006.

### Juniorzy
- Mistrz Australii w rozgrywkach młodzieżowych (1): 2012;
- Zwycięzca sezonu zasadniczego (1): 2010.

## Trenerzy

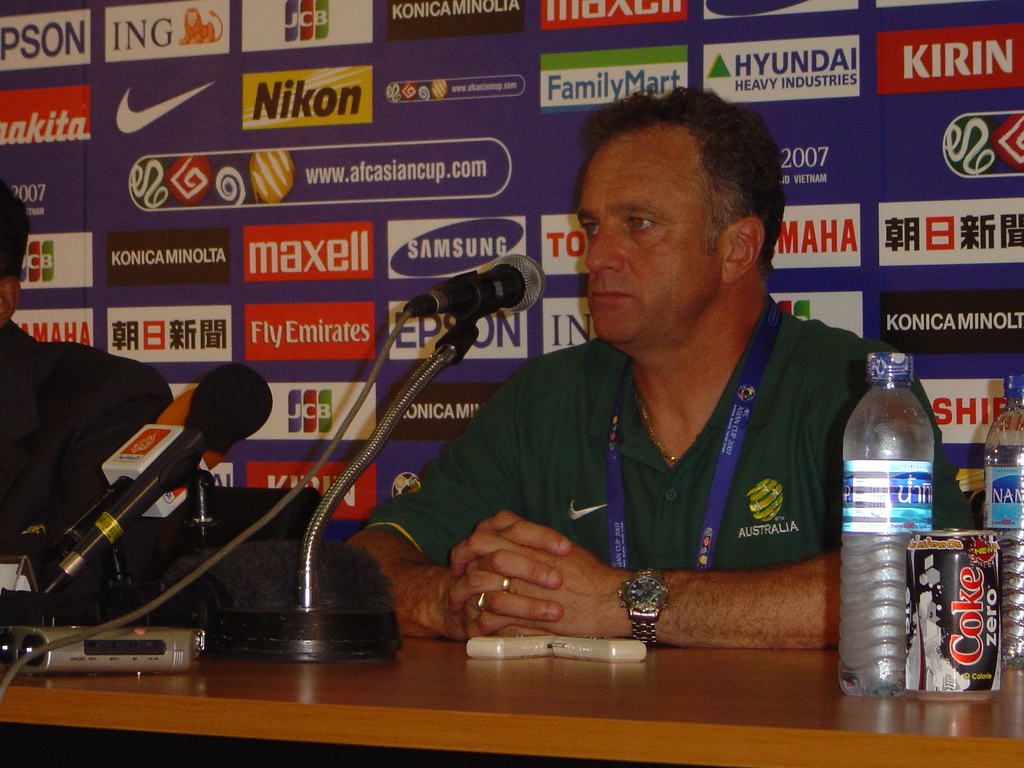
Graham Arnold, trener Central Coast Mariners w latach 2010–2013

| Lp. | Trenerzy         | Lata                             |
| --- | ---------------- | -------------------------------- |
| 1   | Lawrie McKinna   | 1 lipca 2005 – 30 czerwca 2010   |
| 2   | Graham Arnold    | 1 lipca 2010 – 13 listopada 2013 |
| 3   | Phil Moss        | 14 listopada 2013 – 5 marca 2015 |
| 4   | Tony Walmsley    | 6 marca 2015 – 8 sierpnia 2016   |
| 5   | Paul Okon        | 29 sierpnia 2016 – 21 marca 2018 |
| 6   | Wayne O’Sullivan | 22 marca 2018 – 30 czerwca 2018  |
| 7   | Mike Mulvey      | 1 lipca 2018 – 9 marca 2019      |
| 8   | Alen Stajcic     | 12 marca 2019 –                  |

## Stadion

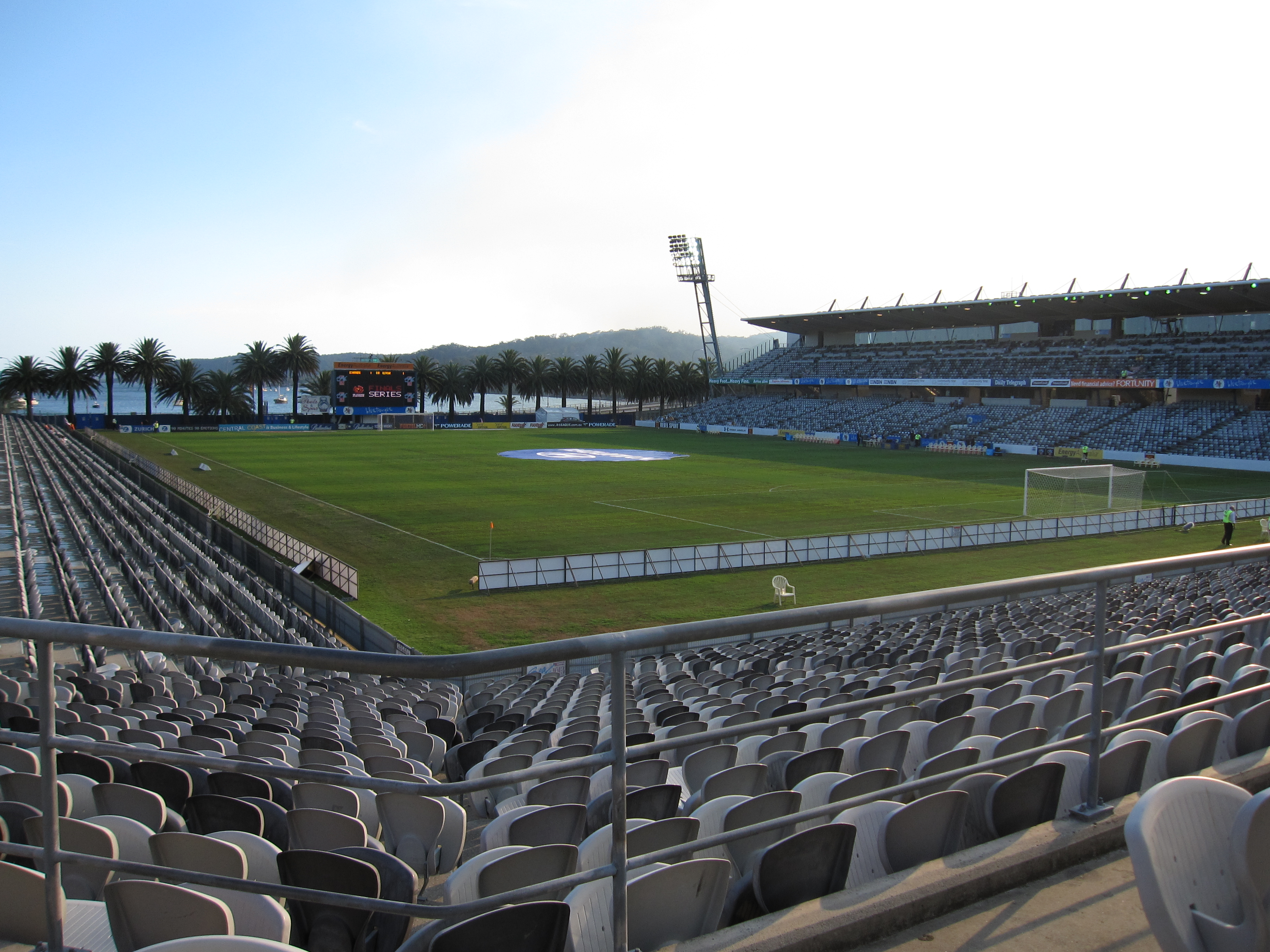
Central Coast Stadium

Central Coast Mariners od czasu przystąpienia do rozgrywek A-League w sezonie 2005/2006 rozgrywa swoje mecze domowe na obiekcie Central Coast Stadium o pojemności 20 059 widzów. Stadion został oddany do użytki w 2000 roku, położony jest pomiędzy wodami zatoki Brisbane Water i CBD. W odległości 300 m od stadionu zlokalizowana jest stacja kolejowa, ponadto transport publiczny w okolicy obsługiwany jest przez autobusy i promy. Dodatkowo w sąsiedztwie stadionu znajdują się trzy parkingi samochodowe dla kibiców.
Central Coast Mariners sporadycznie swoje mecze domowe rozgrywał również na innych obiektach sportowych w Australii. Dotychczas w roli gospodarza wystąpił na czterech innych stadionach:
- Canberra Stadium w Canberze (Australijskie Terytorium Stołeczne);
- Kardinia Park w Geelong (Wiktoria);
- North Sydney Oval w North Sydney (Nowa Południowa Walia);
- Sydney Football Stadium w Sydney (Nowa Południowa Walia).

## Kibice i rywalizacje
Kibice prowadzący doping na meczach Central Coast Mariners skupieni są wokół grupy Yellow Army (pol. Żółta Armia), którzy podczas spotkań domowych zasiadają w sektorze numer 16 na Central Coast Stadium. Oprócz grupy Yellow Army istnieje również oficjalny klub kibica – Central Coast Mariners Official Supporters Club, który został założony w 2013 roku.

### The F3 Derby
The F3 Derby określenie spotkań rozgrywanych pomiędzy Central Coast Mariners i Newcastle United Jets. Rywalizacja obu zespołów wynika z ich bliskiego położenia geograficznego, między miastami Gosford i Newcastle odległość wynosi około 70 km (w linii prostej). Pierwsze spotkanie zostało rozegrane 7 maja 2005 roku w ramach kwalifikacji do rozgrywek Oceania Club Championship. Spotkanie zakończyło się wynikiem 0:0, a w rzutach karnych wygrała drużyna Central Coast Mariners 4:2. W 2008 roku obie drużyny spotkały się w finale rozgrywek krajowych. W finale drużyna Central Coast Mariners przegrała z zespołem Newcastle Jets, który zdobył tytuł mistrza kraju.

#### Bilans pojedynków Central Coast Mariners – Newcastle United Jets
| Rozgrywki                                 | M  | Z  | R  | P  | B+ | B– | +/− |
| ----------------------------------------- | -- | -- | -- | -- | -- | -- | --- |
| A-League                                  | 47 | 15 | 16 | 16 | 57 | 57 | 0   |
| Pre-Season Challenge Cup                  | 1  | 1  | 0  | 0  | 2  | 1  | +1  |
| Kwalifikacje Klubowych Mistrzostw Oceanii | 1  | 0  | 1  | 0  | 0  | 0  | 0   |
| Ogółem                                    | 49 | 16 | 17 | 16 | 59 | 58 | +1  |

Stan na 27 kwietnia 2019 roku.

### Rywalizacja z Sydney FC
Rywalizacja Central Coast Mariners z Sydney FC, podobnie jak w przypadku rywalizacji w ramach The F3 Derby wynika z bliskiego położenia geograficznego. Pomiędzy miastami Gosford i Sydney odległość wynosi około 80 km (w linii prostej). Do pierwszego spotkania pomiędzy oboma drużynami doszło 15 maja 2005 roku w ramach kwalifikacji do rozgrywek Oceania Club Championship. Spotkanie zakończyło się porażką Central Coast Mariners w stosunku 0:1. Ponadto obie drużyny spotkały się w finale rozgrywek w 2006 roku. W finale drużyna Central Coast Mariners przegrała z zespołem Sydney FC, który zdobył tytuł mistrza kraju.

#### Bilans pojedynków Central Coast Mariners – Sydney FC
| Rozgrywki                                 | M  | Z  | R  | P  | B+ | B– | +/− |
| ----------------------------------------- | -- | -- | -- | -- | -- | -- | --- |
| A-League                                  | 43 | 12 | 10 | 21 | 62 | 79 | -17 |
| Pre-Season Challenge Cup                  | 3  | 2  | 0  | 1  | 6  | 2  | +4  |
| Kwalifikacje Klubowych Mistrzostw Oceanii | 1  | 0  | 0  | 1  | 0  | 1  | -1  |
| Ogółem                                    | 47 | 14 | 10 | 23 | 68 | 82 | -14 |

Stan na 27 kwietnia 2019 roku.

## Rekordy
Stan na 27 kwietnia 2019 roku.
Najwyższa wygrana:
- Central Coast Mariners FC 5:0 Perth Glory FC (30 października 2010);
- Central Coast Mariners FC 7:2 Sydney FC (3 listopada 2012);
- Central Coast Mariners FC 5:0 Wellington Phoenix FC (7 lutego 2013);
- Palm Beach SC 0:5 Central Coast Mariners FC (14 października 2014, FFA Cup).

Najwyższa porażka:
- Central Coast Mariners FC 2:8 Newcastle United Jets FC (14 kwietnia 2018);
- Central Coast Mariners FC 2:8 Wellington Phoenix FC (9 marca 2019).

Najwięcej zwycięstw z rzędu:
- 6 spotkań (od 19 listopada do 23 grudnia 2011).

Najwięcej porażek z rzędu:
- 10 spotkań (od 4 listopada 2018 do 12 stycznia 2019).

Najdłuższa seria bez przegranego meczu:
- 15 spotkań (od 29 października 2011 do 21 stycznia 2012).

Najdłuższa seria bez wygranego meczu:
- 19 spotkań (od 10 marca 2018 do 12 stycznia 2019).